# August Sapandowski
August Sapandowski (* 17. Juni 1882 in Lissau, damals Westpreußen; † 10. März 1945 im KZ Bergen-Belsen) war ein deutscher Malermeister, der 2001 als Gerechter unter den Völkern geehrt wurde.

## Leben

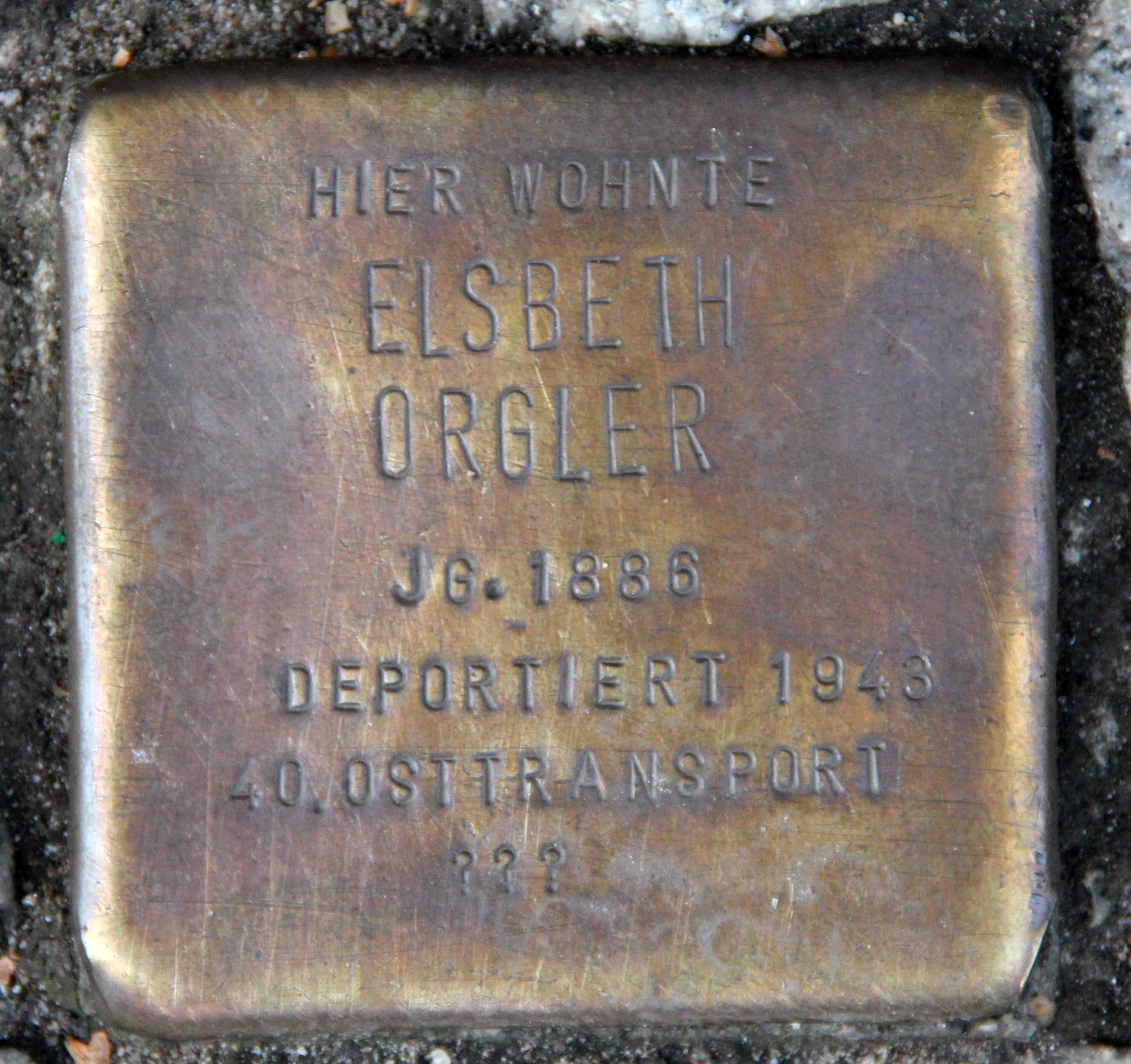
Stolperstein für Elsbeth Orgler, Wilhelmstraße 140, in Berlin-Kreuzberg

Sapandowski stammte aus einer katholischen Familie. Er nahm als Soldat am Ersten Weltkrieg teil und entwickelte sich durch diese Erfahrung zum Pazifisten. Er wandte sich vom Katholizismus ab und trat 1921 der KPD bei.
1941 lebte der verwitwete Sapandowski mit seiner Tochter Vera und seiner jüdischen Lebensgefährtin Elsbeth Orgler, die sich als „Illegale“ verbergen musste, in Berlin-Wilmersdorf. Als im Oktober 1942 Herbert A. Strauss und seine Freundin Lotte Kahle untertauchen mussten, brachte er sie im Keller seiner Werkstatt unter. Nach sechs Wochen wechselten die beiden das Versteck, und Sapandowski versteckte weitere Juden, unter anderem eine Mutter mit ihrem Sohn. Das Versteck wurde jedoch von einer Hausbewohnerin verraten, die versteckten Juden wurden deportiert, und Sapandowski und Orgler musste selbst in Berlin untertauchen und schließlich nach Tirol fliehen. Sie kehrten im April 1943 zurück, wurden jedoch einen Monat später von der Gestapo verhaftet. Elsbeth Orgler wurde nach Auschwitz deportiert, wo sie ermordet wurde. Sapandowski kam nach drei Monaten Haft wegen „Rassenschande“ und „Judenbegünstigung“ wieder frei.
Trotzdem versteckte er in den nächsten Monaten weiterhin Juden bei sich, zwischenzeitlich mussten bis zu sechs Personen von zwei Lebensmittelkarten leben. Die Gestapo erschien am 28. Juni 1944 erneut in seiner Wohnung und nahm ihn und ein bei ihm verstecktes jüdisches Ehepaar fest. Er wurde zunächst ins KZ Sachsenhausen, dann nach Bergen-Belsen verschleppt. Im April 1945 erhielt seine Tochter die Nachricht, ihr Vater sei am 10. März in Bergen-Belsen „an Kreislaufschwäche“ verstorben.
Die Gedenkstätte Yad Vashem ehrte August Sapandowski am 16. Juli 2001 als Gerechter unter den Völkern.